# Matthias Bertsch
Matthias Bertsch (Lichtenau, 1966) è un musicologo e musicista tedesco.
È docente associato presso l'Istituto per l'educazione musicale e del movimento /ritmica e fisiologia musicale dell'Università per la musica e le arti interpretative di Vienna.

## Vita
Figlio dell’alsaziana Jeanne Wirth e del tedesco badense Winfried Bertsch, è cresciuto a Lichtenau in Germania vicino alla frontiera alsaziana.
Nel 1988 si è trasferito a Vienna per i suoi studi di Musicologia all'Università di Musica e Arti dello Spettacolo di Vienna, dove si è laureato summa con laude nel 1999 con una tesi sulla produzione del suono con la tromba nel dipartimento di acustica musicale e fisiologia musicale.
Segue la sua abilitazione in acustica musicale, la venia docendi[1]  e la nomina come vicedirettore dell'istituto d’acustica musicale dell’Università di Musica e Arti dello Spettacolo di Vienna.
Nel 2008 Bertsch si è trasferito al dipartimento di fisiologia musicale dell'Istituto di Pedagogia della Musica e del Movimento e Fisiologia Musicale come professore universitario ao.[3], ha completato la formazione come formatore di biofeedback, ed è stato eletto presidente della Società Austriaca per la Musica e la Medicina (Medicina dei Musicisti, Fisiologia della Musica, Psicologia della Musica) nel 2009.
Oltre alla carriera accademica, ha iniziato la formazione musicale come trombettista. Ha completato studi privati con, tra gli altri, Manfred Stoppacher e corsi di perfezionamento con Fred Mills e Thomas Gansch.

## Attività scientifica
La ricerca di Matthias Bertsch si concentra sugli "aspetti acustici, fisiologici e psicologici del fare musica", sullo stile sonoro viennese  e sulla strumentologia. Ha scritto articoli scientifici per programmi televisivi dell'ORF (Modern Times, Newton, Kulturmontag, ...), per emittenti tedesche (ARD, WDR, SWR) e media cartacei e online (Standard, Die Zeit, Profil, YouTube) Ha partecipato come docente, presidente e membro del comitato a congressi e simposi professionali internazionali. Una sua particolare preoccupazione è quella di integrare il tema della salute dei musicisti già nella formazione musicale professionale e quindi di contrastare a lungo termine le malattie dei musicisti.

## Attività artistica
Come trombettista ha suonato nell'Orchestra Filarmonica Accademica di Vienna, nella Big Band dell'Università di Vienna e nei quintetti di ottoni Brasso Continuo. Nell'ambito della sua attività orchestrale nel Corpo musicale di Stato Maggiore delle Forze Armate tedesche, ha suonato ai ricevimenti di Stato della Repubblica Federale Tedesca nel 1987.

## Pubblicazioni (selezione)
- Redattore della ÖGfMM Newsletter Journal. Vienna: OeGfMMM. ISSN 2218-2780.
- Catalogo  ‘Ergonomische Behelfe‘ und ‚physiologische Accessoires‘ für Musikinstrumente (400 S.). ÖGfMM, 2012 ("Ausili ergonomici" e "accessori fisiologici" per strumenti musicali)
- Die Trompete. In: Oesterreichisches Musiklexikon. Österreichische Akademie der Wissenschaften, Wien 2005. (La tromba. In: Oesterreichisches Musiklexikon. Accademia Austriaca delle Scienze, Vienna 2005.)
- Wiener Klangstil – Mythos oder Realität? Ergebnisse der Hörstudie „Hören Sie Wienerisch?“ Institut für Wiener Klangstil, Wien 2003, ISBN 3-900914-03-6. (Schriftenreihe des IWK Band 5)  Stile sonoro viennese - mito o realtà? Risultati dello studio di ascolto "Sentite il viennese? Istituto per lo stile sonoro Viennese
- Collected Papers in Musical Acoustics. Institut für Wiener Klangstil, Wien 2003, ISBN 3-900914-04-4. (Schriftenreihe des IWK Band 5)    Documenti raccolti in Acustica Musicale. Istituto per lo stile sonoro viennese,
- Studien zur Tonerzeugung auf der Trompete. Institut für Wiener Klangstil, Wien 2002, ISBN 3-900914-02-8. (Schriftenreihe des IWK Band 5)    Studi sulla produzione di toni sulla tromba. Istituto per lo stile sonoro viennese,
- Insieme a Thomas Maca: Visualisierung des Einblasvorgangs [Warm up] bei Blechbläsern mittels Infrarot-Thermographie. In: Brass Bulletin 114. Vuarmarens (CH) 2001. (Übersetzt in 4 Sprachen: en, fr, it, es).visualizzazione del processo di soffiaggio [warm up] dei suonatori di ottone tramite termografia a infrarossi. In: Brass Bulletin 114. Vuarmarens (CH) 2001. (Tradotto in 4 lingue: en, fr, it, es).
- Trompete. In: Oesterreichisches Musiklexikon. Online-Ausgabe, Wien 2002 ff., ISBN 3-7001-3077-5;. Tromba. In: Oesterreichisches Musiklexikon. Edizione online, Vienna 2002